# Wisła Varsovie
Le Wisła Varsovie (en polonais : Wisła Warszawa) est un club féminin de volley-ball polonais fondé en 2014 et basé à Varsovie, évoluant pour la saison 2019-2020 en Liga Siatkówki Kobiet.

## Effectifs

### Saison 2019-2020
| No                         | Nom                        | Date de naissance          | Taille                         | Poids                          | Poste                          |
| -------------------------- | -------------------------- | -------------------------- | ------------------------------ | ------------------------------ | ------------------------------ |
| 1                          | Adrianna Adamek            | 23 septembre 1998          | 178                            | 60                             | Libero                         |
| 3                          | Katarzyna Marcyniuk        | 25 avril 1995              | 181                            | 73                             | Réceptionneuse-attaquante      |
| 5                          | Nikolle Correa             | 13 février 1985            | 184                            | 79                             | Réceptionneuse-attaquante      |
| 6                          | Agnieszka Banasiak         | 4 septembre 1996           | 184                            | 69                             | Centrale                       |
| 7                          | Katarzyna Urbanowicz       | 20 mars 1996               | 181                            | 70                             | Réceptionneuse-attaquante      |
| 8                          | Ewelina Mikołajewska       | 20 juin 1992               | 182                            | 71                             | Réceptionneuse-attaquante      |
| 9                          | Aleksandra Szymańska       | 2 juin 1991                | 190                            | 82                             | Réceptionneuse-attaquante      |
| 10                         | Katarzyna Połeć            | 13 février 1989            | 191                            | 75                             | Centrale                       |
| 10                         | Paulina Biranowska         | 6 août 1985                | 169                            | 58                             | Libero                         |
| 11                         | Joyce Silva                | 13 juin 1984               | 190                            | 67                             | Attaquante                     |
| 11                         | Małgorzata Zaciek          | 4 juillet 1990             | 181                            | 63                             | Attaquante                     |
| 12                         | Monika Lipińska            | 3 octobre 1986             | 181                            | 68                             | Réceptionneuse-attaquante      |
| 13                         | Olena Novgorodchenko       | 5 février 1988             | 180                            | 73                             | Passeuse                       |
| 14                         | Katarzyna Nadziałek        | 10 septembre 1988          | 181                            | 72                             | Passeuse                       |
| 16                         | Aleksandra Lipska          | 25 février 1998            | 183                            | 70                             | Réceptionneuse-attaquante      |
|                            |                            |                            |                                |                                |                                |
| Encadrement technique      | Encadrement technique      |                            | Légende                        | Légende                        | Légende                        |
| Entraîneur : Dejan Desnica | Entraîneur : Dejan Desnica | Entraîneur : Dejan Desnica | : Capitaine                    | : Capitaine                    | : Capitaine                    |
| Entraîneur(s) adjoint(s) : | Entraîneur(s) adjoint(s) : | Entraîneur(s) adjoint(s) : | : Joueuse blessée actuellement | : Joueuse blessée actuellement | : Joueuse blessée actuellement |